# Inge Zaamwani-Kamwi
Ingenesia „Inge“ Zaamwani-Kamwi (* 11. November 1958 in Grootfontein, Südwestafrika) ist eine namibische Geschäftsfrau und Politikerin der SWAPO und seit dem 7. Mai 2025 Ministerin für Landwirtschaft, Fischerei, Wasser und Landreform im Kabinett Nandi-Ndaitwah.
Sie wurde am 7. Mai 2025 durch Staatspräsidentin Netumbo Nandi-Ndaitwah als Abgeordnete in die namibische Nationalversammlung berufen und am gleichen Tag als Ministerin vereidigt.

## Bildungsweg
Zaamwani-Kamwi studierte von 1977 bis 1981 am United Nations Institute for Namibia (UNIN) in Sambia, wo sie ihren Abschluss in Entwicklungsforschung machte. Anschließend folgten postgraduierte Weiterbildungen am INSEAD in Frankreich und an der University of Cape Town in Südafrika sowie an der Harvard Business School (Vereinigte Staaten). Zaamwani-Kamwi ist eine qualifizierte Anwältin für Bergbau, nachdem sie ihren LLB (Honours) an der Thames Valley University in London und einen Master of Law (LLM) an der University of Dundee in Schottland machte.

## Beruflicher Werdegang
Ihre berufliche Laufbahn begann Zaamwani-Kamwi 1984 als Projektmanagerin des SWAPO Women’s Council in Lusaka. Sie war fortan bei Air Namibia und der FNB Namibia beschäftigt. Zuletzt war sie Chief Executive Officer beim Diamantenkontern Namdeb. Bis Juni 2008 besetzte sie die Position der Präsidentin der namibischen Industrie- und Handelskammer. Es folgten zahlreiche weitere Anstellungen und Posten im Aufsichtsrat bzw. Vorstand diverser großer namibischer Unternehmen.
Sie war zuletzt Präsidentenberater unter Hage Geingob und Nangolo Mbumba.

## Privates
Zaamwani-Kamwi ist seit 2007 mit dem ehemaligen Gesundheitsminister Richard Kamwi verheiratet.